# Nikolai Griazin
Nikolai Griazin (Moscou, Rússia, 7 d'octubre de 1997) és un pilot de ral·li d'origen rus però que competeix sota nacionalitat búlgara, que actualment competeix al Campionat Mundial de Ral·lis dins de la categoria WRC 2.

## Trajectòria

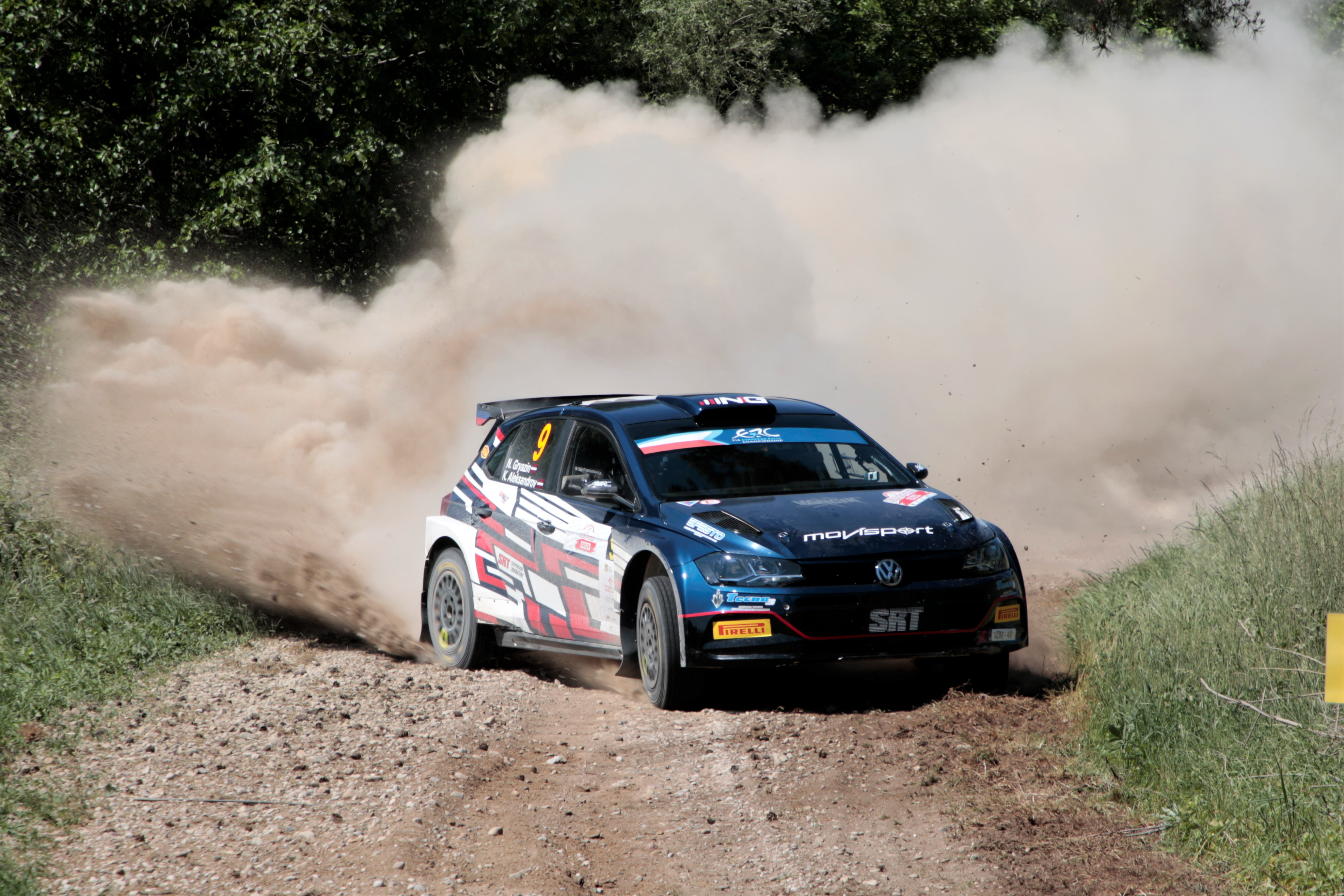
Griazin disputant el Ral·li de Polònia del 2021.

Nikolai Griazin s'inicia al ral·li dins del programa de ral·li júnior del Sports Racing Technologies dins del Campionat de Letònia de Ral·lis. A partir de l'any 2017 també començà a disputar proves del Campionat d'Europa de Ral·lis, guanyany aquella temporada el Ral·li Liepāja.
La temporada 2018, amb un Škoda Fabia R5, disputa el Campionat de Finlàndia de Ral·lis i el Campionat d'Europa, on guanya el Ral·li de Polònia i, per segon any, el Ral·li Liepāja, finalitzan subcampió d'Europa, tan sols superat per Aleksei Lukianiuk. Això si, esdevé campió d'Europa júnior per menors de 28 anys.
De cara a la temporada 2019, Gryazin i Sports Racing Technologies fan el salt al Campionat Mundial de Ral·lis dins de la categoria WRC 2, finalitzant quarts del certamen amb la victòria a la categoria al Ral·li de Finlàndia.
Pel 2020 s'incorpora a Hyundai per la categoria WRC 2 amb un Hyundai NG i20 R5, finalitzant novament quart de la general. La temporada següent, passa a l'equip Movisport SRL, finalitzant sisè de la general amb un Volkswagen Polo GTI R5, guanyant dins del Campionat d'Europa una nova edició del Ral·li Liepāja.
La temporada 2022 s'incorpora a l'equip Toksport WRT 2 amb un Škoda Fabia Rally2 Evo, guanyant, dins la categoria WRC 2, el Ral·li de Sardenya.